# Turin (provins)
Turin var en provins i regionen Piemonte i nordvästra Italien. Turin var huvudort i provinsen. Den ersattes 2015 av storstadsregionen Turin. Provinsen etablerades i Kungariket Sardinien 1859.

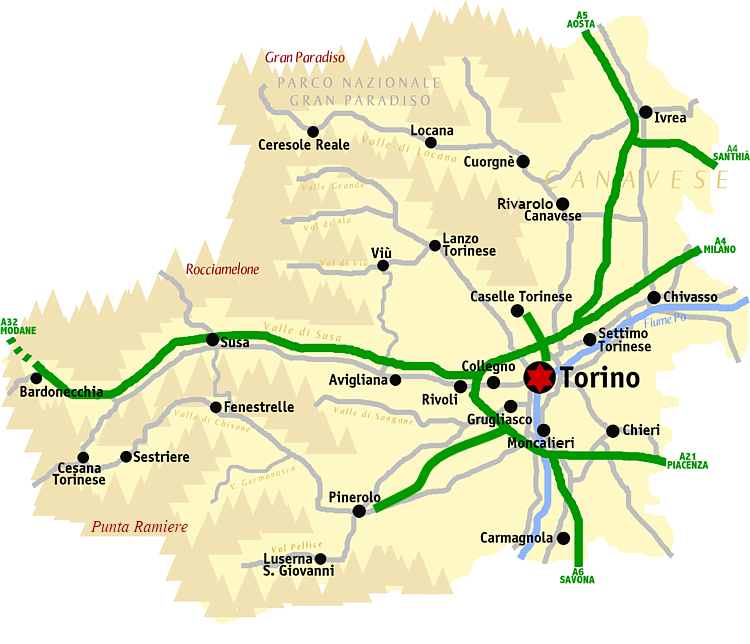
Översiktskarta över provinsen.

## Världsarv i provinsen
- Huset Savojens residens i Turin är världsarv sedan 1997.

## Administration
Provinsen Turin var indelad i 316 comuni (kommuner).